# Luc Plamondon
Luc Plamondon (Saint-Raymond, Quebec, 2 de março de 1942) é um letrista franco-canadense.

## Biografia
Luc Plamondon começou a estudar muito cedo nas artes. Ele aprendeu piano e iniciou seus estudos clássicos na Petit Séminaire de Québec. Ele também se destacou na pintura, relutando entre o trabalho como pintor ou compositor. Escolheu a carreira de compositor depois de assistir a uma performance do musical americano Hair.
Seu primeiro sucesso, em 1970, é a canção Les Chemins d'été, com música de André Gagnon e interpretação de Steve Fiset. A partir de 1972, ele associa-se a três cantores de Québec: Emmanuëlle, Renée Claude e Diane Dufresne. Compôs várias músicas para o primeiro, em seguida, um álbum completo para cada um dos outros dois. Na verdade, todas as canções do álbum Je reprends mon souffle de Renée Claude, e todas as canções do álbum Tiens-toé ben, j'arrive de Diane Dufresne são assinadas por Plamondon. Ele continuou a sua carreira como letrista, com Renée Claude, até 2006, e com Diane Dufresne até 1984.
A partir de 1972, além de suas colaborações com Emmanuëlle,  Renée Claude e Diane Dufresne, ele se tornou o letrista de vários cantores de Quebec e da Europa, como Julie Zenatti, Julien Clerc, Nicole Croisille, Françoise Hardy, Johnny Hallyday, Riccardo Cocciante, Claude Dubois, Nicole Martin, Robert Charlebois, Pierre Bertrand, Fabienne Thibeault, Nanette Workman, Martine St-Clair, Diane Tell, Ginette Reno, Julie Arel, Donald Lautrec, Petula Clark, Murray Head, Catherine Lara, Garou, Monique Leyrac, Daniel Balavoine, Barbara, Bruno Pelletier e Marie Denise Pelletier.

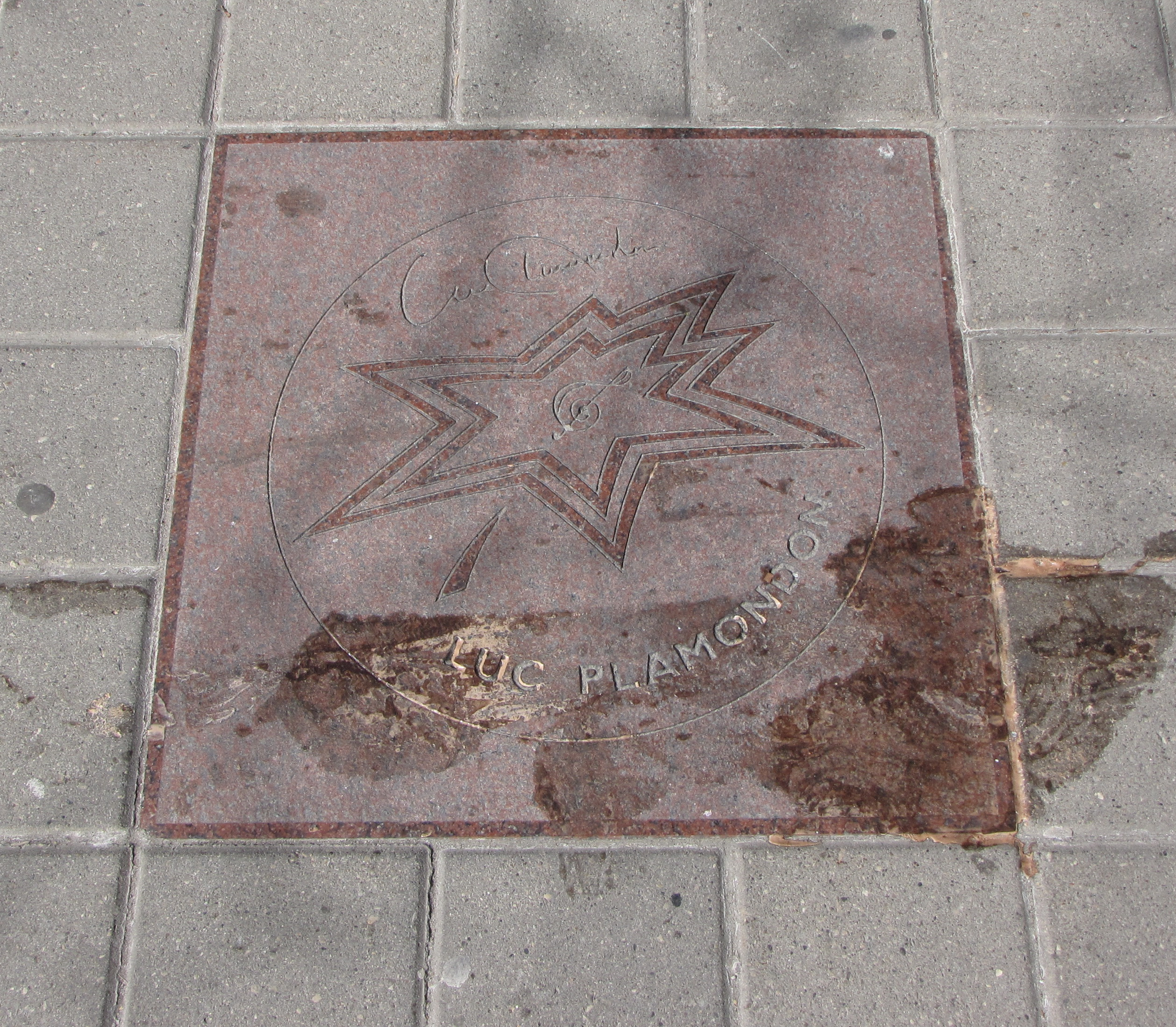
Estrela de Luc Plamondon na Calçada da Fama do Canadá.

Em 1976, ele escreveu em colaboração com o compositor Michel Berger, a ópera rock Starmania.
Em 1980, ele co-escreveu a música para a peça Lily Passion interpretada por Barbara.
Em 1982, escreveu sua primeira canção para Celine Dion, intitulada Le piano fantôme, que está no álbum Tellement j'ai d'amour....
Em 1990, escreve a letra da opéra rock La Légende de Jimmy, com música de Berger, montada em Paris e sendo apresentada por cinco meses consecutivos e, posteriormente, em 1991, no Canadá, em Montreal e Quebec, mas sem repetir o sucesso de Starmania.
Em 1991, escreveu as composições de Dion chante Plamondon, álbum no qual Celine Dion interpreta suas canções. Na França, o álbum trouxe duas faixas a mais e foi intitulado Des mots qui sonnent.
Em 1995, Guy Cloutier dedica-lhe o álbum duplo Les grandes chansons de Luc Plamondon - 25 ans de succès, 25 chansons.
Em 1998, com o cantor franco-italiano Riccardo Cocciante, Plamondon escreveu sua obra-prima, a ópera musical Notre-Dame de Paris, que estreou em setembro daquele ano, no Palais des congrès de Paris. O espetáculo foi um grande sucesso e foi apresentado em diversos países como Coreia do Sul, Bélgica, Suíça, Canadá, Rússia, Alemanha, Bielorrússia, Espanha, República Checa, Itália, Grã-Bretanha e Estados Unidos. 

## Homenagens
- 1990 - Chevalier da Ordre national du Québec[1]
- 2002 - Officier da Ordem do Canadá
- 2003 - Calçada da Fama do Canadá[2]